# Serafschankette
Die Serafschankette ist ein Gebirgszug in Tadschikistan (Zentralasien).
Die Serafschankette verläuft in Ost-West-Richtung über eine Länge von 370 km durch die Provinz Sughd. Sie geht im Osten in das Alaigebirge über. Im Norden wird die Serafschankette von der parallel verlaufenden Turkestankette vom Flusstal des Serafschan getrennt. Die südliche Abgrenzung zum Hissargebirge hin bilden die Flusstäler von Jagnob, Iskanderdarja und Saritag. Westliche Ausläufer der Serafschankette befinden sich in Usbekistan. Die Flüsse Fandarja, Kshtut und Magijandarja durchschneiden die Gebirgskette und gliedern diese in vier Abschnitte. Durch das Tal der Fandarja führt die Fernstraße M34 zwischen Duschanbe und Chudschand.
Der Gebirgszug erreicht im Tschimtarga eine maximale Höhe von 5489 m.